# Olindo Gorni
Olindo Gorni (Villa Poma, 15 september 1879 - Genève, 7 september 1943) was een Italiaans agronoom en activist.

## Biografie
Olindo Gorni was een zoon van Serafino Gorni en van Veneranda Pulga. In 1904 huwde hij met Claudina Ferraresi.
In 1903 behaalde Gorni in Parma een licentiaat in de agronomie. Hij zou deze materie later ook onderwijzen en was directeur van de Italiaanse nationale federatie van landbouwcoöperatieves. Vanaf 1896 werd hij lid van de Italiaanse Socialistische Partij. 
In 1924 verliet Gorni Italië en vestigde hij zich in Genève, waar hij tot 1939 ambtenaar werd bij het Internationaal Arbeidsbureau. Hij was tevens actief in de Italiaanse antifascistische organisaties van Genève en werkte voor de krant Libera Stampa. Vanaf 1940 speelde hij een voorname rol in de buitenlandse afdeling van de Italiaanse Socialistische Partij die hij dat jaar in Zürich had opgericht samen met Ignazio Silone en Riccardo Formica. In december 1942 werd deze clandestiene organisatie ontdekt door de Zwitserse politie. Gorni, die zwaar ziek was, werd evenwel niet gearresteerd. Hij kreeg in februari 1943 echter wel een strenge verwittiging van de Bondsraad. Enkele maanden later zou hij overlijden.